# Eupithecia primulata
Eupithecia primulata là một loài bướm đêm trong họ Geometridae.